# Cachryphora canadensis
Cachryphora canadensis är en insektsart som beskrevs av Hille Ris Lambers 1960. Cachryphora canadensis ingår i släktet Cachryphora och familjen långrörsbladlöss. Inga underarter finns listade i Catalogue of Life.